# 정창섭
정창섭(鄭昌燮, 1954년 10월 16일 ~ )은 대한민국의 공무원이다. 본관은 해주이며, 서울 출생이다.

## 학력
- 서울고등학교 졸업
- 서울대학교 법학 학사

## 경력
- 제12회 행정고시 합격
- 내무부 법무담당관
- 내무부 기획예산담당관
- 대통령비서실 정무행정관
- 인천광역시 부시장 직무대리
- ~ 2003.02 : 경기도 도청 기획관리실 실장
- 2003.02 ~ 2008.03 : 경기도 행정제1부지사
- 2006.01.19 ~ 2006.05.31 : 경기도 도지사 직무대리
- 2008.03 ~ 2009.01 : 행정안전부 차관보
- 2009.01 ~ 2010.08 : 행정안전부 제1차관
- 2011.08 ~ 2014.08 : 제3대 한국지역정보개발원 원장
- 지방분권촉진위원회 위원
- 2015.06 ~ 2017.11 : 인천광역시청 정책특별보좌관